# مستعمرة فرجينيا
مستوطنة فرجينيا (بالإنجليزية: Colony of Virginia)‏ كانت أول مستوطنة إنكليزية في العالم. يقول عنها ويليم كيلسو بأنها «مكان بداية الإمبراطورية البريطانية.. هي أول مستوطنة في الإمبراطورية البريطانية». بدأت المستوطنة في القرن السادس عشر لفترة قصيرة، ومن ثم كانت مستوطنة مستمرة منذ عام 1607 حتى الثورة الأمريكية. تم تسميتها فرجينيا من قبل السير والتر رالي والملكة إليزابيث الأولى في عام 1584. بعد الحرب الأهلية الإنجليزية في منتصف القرن السابع عشر، تم إعادة تسمية مستوطنة فرجينيا باسم «السلطان القديم» من قبل تشارلز الثاني ملك إنجلترا بسبب ولائها للعرش البريطاني.
في عام 1607، قامت مجموعة تدعى شركة فرجينيا بإنشاء جيمستاون أو مستوطنة إنكليزية دائمة في شمال أمريكا على ضفاف نهر جيمس. جلبت المجاعة، الأمراض، والخلافات مع السكان الأصليين في أول عامين جيمستاون إلى شفة الفشل قبل وصول مجموعة جديدة من المستوطنين في عام 1610. أصبح التبغ أكثر سلعة صادرة تجلب ربحا لفرجينيا. في عام 1624، تم حل شركة فرجينيا من قبل الملك جيمس الأول وانتقلت مستوطنة فرجينيا لتصبح تحت سلطة التاج البريطاني.
بعد إعلان الاستقلال عن بريطانيا في عام 1775، أصبحت فرجينيا واحدة من المستعمرات الثلاثة عشرة للولايات المتحدة. وبعد تشكيل الولايات المتحدة، كانت كامل ولايات فرجينيا الغربية، كينتاكي، إنديانا، إلينوي، وأجزاء من أوهايو وبنسلفانيا الغربية أجزاء مما كان في السابق مستوطنة فرجينيا.

## أعلام
- نيكولا مارسيو
- روز فروتشن
- تشارلز لونش
- توماس جيبسون
- انتوني جونسون